# Angelo Pellegrino Sbardellotto
Angelo Pellegrino Sbardellotto (Mel, 1º agosto 1907 – Roma, 17 giugno 1932) è stato un anarchico italiano.

## Biografia
Nel 1924, giovanissimo, emigrò prima in Francia, poi in Lussemburgo e infine in Belgio dove lavorò come operaio meccanico. Nel 1928 rifiutò di tornare in Italia per partecipare alla leva militare ed espresse la sua adesione all'anarchismo in una lettera inviata alla madre, una cattolica praticante, che la fece leggere al parroco del paese e alla maestra dell'altro figlio. Uno dei due (il parroco o la maestra) consegnò la missiva al prefetto di Belluno che iscrisse Sbardellotto nell'elenco dei 270 antifascisti italiani più pericolosi del Belgio. Nel corso di riunioni tra anarchici espresse più volte l'intenzione di rientrare in Italia con l'intenzione di uccidere il capo del Governo per vendicare la morte dell'anarchico Michele Schirru che era stato fucilato per aver a sua volta attentato alla vita di Mussolini. Inviato a Parigi presso l'organizzazione Concentrazione antifascista un individuo non certo gli procurò un falso passaporto svizzero intestato ad Angelo Galvini, una pistola e due bombe. Il 25 ottobre 1931 Sbardellotto si trovò a Roma in occasione delle celebrazioni per l'anniversario della Marcia su Roma, ma pur avendo tentato di avvicinarsi a Mussolini l'impresa si rivelò impossibile e decise di ritornare in Francia dove si incontrò nuovamente con il misterioso individuo a cui riconsegnò le bombe. In Belgio, la polizia venuta a conoscenza dei suoi propositi di uccidere Mussolini lo arrestò per breve tempo e lo sottopose a un regime di stretta osservanza a Seraing, vicino a Liegi. Nel 1932, in occasione delle celebrazioni per il Natale di Roma, fattosi riconsegnare il falso passaporto e le bombe ritornò in Italia ma anche questa volta non riuscì ad avvicinarsi a Mussolini e rientrò a Parigi.
Sbardellotto ritornò in Italia il 30 maggio 1932, in occasione della traslazione delle ceneri di Anita Garibaldi a Roma nel monumento sul Gianicolo, per il suo terzo tentativo, ma nuovamente l'occasione venne a mancare e Sbardellotto incominciò a girovagare in Piazza Venezia dove il 4 giugno 1932 fu casualmente fermato da un agente di polizia che lo trovò in possesso di una pistola e di un ordigno.
Condotto davanti al Tribunale Speciale, ammise di essere venuto in Italia per uccidere Benito Mussolini e, dopo un processo durato due giorni, fu quindi condannato alla pena di morte per l'intenzione di uccidere Mussolini. Fu fucilato il 17 giugno 1932 a Forte Bravetta da un drappello di militari capitanati da Armando Giua.
Durante la detenzione gli furono mostrate diverse foto di appartenenti a fuorusciti italiani a Parigi e tra queste Sbardellotto ne riconobbe una che descrisse come "il signore grigio con gli occhiali a stanghetta" e che corrispondeva ad Alberto Tarchiani, ex redattore del Corriere della Sera e all'epoca in esilio a Parigi. Il riconoscimento di Tarchiani è confermato anche da Cesare Rossi mentre secondo Luigi Salvatorelli all'epoca di uno dei presunti incontri in realtà Tarchiani si trovava in Germania insieme con Giovanni Bassanesi.

### Il giudizio di Mussolini
Sbardellotto affrontò il plotone d'esecuzione con molto coraggio suscitando l'ammirazione dello stesso Mussolini il quale a Yvon De Begnac disse:
(Benito Mussolini a Yvon De Begnac)